# Scleria
Scleria är ett släkte av halvgräs. Scleria ingår i familjen halvgräs.

## Bildgalleri

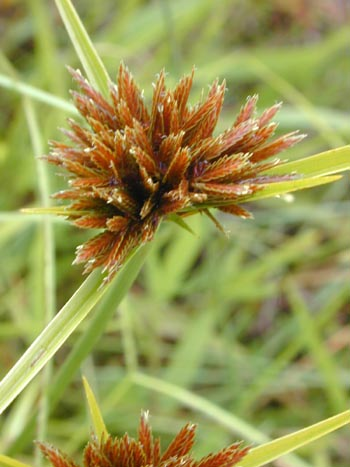

## Dottertaxa tillScleria, i alfabetisk ordning[1]
- Scleria abortiva
- Scleria acanthocarpa
- Scleria achtenii
- Scleria adpressohirta
- Scleria afroreflexa
- Scleria alpina
- Scleria amazonica
- Scleria anceps
- Scleria andringitrensis
- Scleria angusta
- Scleria angustifolia
- Scleria annularis
- Scleria anomala
- Scleria arcuata
- Scleria arguta
- Scleria aromatica
- Scleria assamica
- Scleria atroglumis
- Scleria balansae
- Scleria baldwinii
- Scleria bambariensis
- Scleria baroni-clarkei
- Scleria baronii
- Scleria benthamii
- Scleria bequaertii
- Scleria bicolor
- Scleria biflora
- Scleria boivinii
- Scleria boniana
- Scleria borii
- Scleria bourgeaui
- Scleria bracteata
- Scleria bradei
- Scleria brownii
- Scleria buekiana
- Scleria buettneri
- Scleria bulbifera
- Scleria burchellii
- Scleria calcicola
- Scleria camaratensis
- Scleria canescens
- Scleria carphiformis
- Scleria castanea
- Scleria catharinensis
- Scleria catophylla
- Scleria chevalieri
- Scleria chlorocalyx
- Scleria ciliaris
- Scleria ciliata
- Scleria clarkei
- Scleria clathrata
- Scleria colorata
- Scleria comosa
- Scleria complanata
- Scleria composita
- Scleria corymbosa
- Scleria cuyabensis
- Scleria cyathophora
- Scleria cyperina
- Scleria delicatula
- Scleria densispicata
- Scleria depauperata
- Scleria depressa
- Scleria distans
- Scleria dregeana
- Scleria dulungensis
- Scleria eggersiana
- Scleria elongatissima
- Scleria erythrorrhiza
- Scleria fauriei
- Scleria filiculmis
- Scleria flagellum-nigrorum
- Scleria flexuosa
- Scleria foliosa
- Scleria foveolata
- Scleria fulvipilosa
- Scleria gaertneri
- Scleria georgiana
- Scleria glabra
- Scleria globonux
- Scleria goossensii
- Scleria gracillima
- Scleria greigiifolia
- Scleria guineensis
- Scleria harlandii
- Scleria havanensis
- Scleria hildebrandtii
- Scleria hilsenbergii
- Scleria hirta
- Scleria hirtella
- Scleria hispidior
- Scleria hispidula
- Scleria huberi
- Scleria induta
- Scleria interrupta
- Scleria iostephana
- Scleria jiangchengensis
- Scleria junghuhniana
- Scleria kerrii
- Scleria khasiana
- Scleria killipiana
- Scleria kindtiana
- Scleria lacustris
- Scleria lagoensis
- Scleria latifolia
- Scleria laxa
- Scleria laxiflora
- Scleria leptostachya
- Scleria levis
- Scleria lingulata
- Scleria lithosperma
- Scleria longispiculata
- Scleria lucentinigricans
- Scleria macbrideana
- Scleria mackaviensis
- Scleria macrogyne
- Scleria macrolomioides
- Scleria macrophylla
- Scleria madagascariensis
- Scleria martii
- Scleria melanomphala
- Scleria melanotricha
- Scleria melicoides
- Scleria microcarpa
- Scleria mikawana
- Scleria millespicula
- Scleria minima
- Scleria minor
- Scleria mitis
- Scleria monticola
- Scleria motemboensis
- Scleria motleyi
- Scleria mucronata
- Scleria muehlenbergii
- Scleria multilacunosa
- Scleria mutoensis
- Scleria myricocarpa
- Scleria natalensis
- Scleria naumanniana
- Scleria neesii
- Scleria neocaledonica
- Scleria neogranatensis
- Scleria novae-hollandiae
- Scleria nyasensis
- Scleria oblata
- Scleria obtusa
- Scleria oligantha
- Scleria oligochondra
- Scleria orchardii
- Scleria ovinux
- Scleria pachyrrhyncha
- Scleria panicoides
- Scleria papuana
- Scleria parallella
- Scleria parvula
- Scleria patula
- Scleria pauciflora
- Scleria paupercula
- Scleria pergracilis
- Scleria pernambucana
- Scleria perpusilla
- Scleria pilosa
- Scleria pilosissima
- Scleria plusiophylla
- Scleria poeppigii
- Scleria poiformis
- Scleria poklei
- Scleria polycarpa
- Scleria polyrrhiza
- Scleria pooides
- Scleria porphyrocarpa
- Scleria procumbens
- Scleria psilorrhiza
- Scleria pulchella
- Scleria purdiei
- Scleria purpurascens
- Scleria pusilla
- Scleria racemosa
- Scleria radula
- Scleria ramosa
- Scleria rehmannii
- Scleria reticularis
- Scleria richardsiae
- Scleria robinsoniana
- Scleria robusta
- Scleria rugosa
- Scleria rutenbergiana
- Scleria scabra
- Scleria scabriuscula
- Scleria scandens
- Scleria schenckiana
- Scleria schiedeana
- Scleria schimperiana
- Scleria schulzii
- Scleria scindens
- Scleria scrobiculata
- Scleria secans
- Scleria sellowiana
- Scleria setulosociliata
- Scleria sheilae
- Scleria sieberi
- Scleria skutchii
- Scleria sobolifer
- Scleria sororia
- Scleria sphacelata
- Scleria spicata
- Scleria spiciformis
- Scleria splitgerberiana
- Scleria sprucei
- Scleria staheliana
- Scleria stenophylla
- Scleria stereorrhiza
- Scleria stipitata
- Scleria stipularis
- Scleria stocksiana
- Scleria sumatrensis
- Scleria swamyi
- Scleria tenacissima
- Scleria tenella
- Scleria tepuiensis
- Scleria terrestris
- Scleria tessellata
- Scleria testacea
- Scleria thwaitesiana
- Scleria tonkinensis
- Scleria transvaalensis
- Scleria trialata
- Scleria tricuspidata
- Scleria triglomerata
- Scleria triquetra
- Scleria tropicalis
- Scleria tryonii
- Scleria uleana
- Scleria unguiculata
- Scleria vaginata
- Scleria valdemuricata
- Scleria variegata
- Scleria warmingiana
- Scleria welwitschii
- Scleria venezuelensis
- Scleria verrucosa
- Scleria verticillata
- Scleria veseyfitzgeraldii
- Scleria vichadensis
- Scleria williamsii
- Scleria violacea
- Scleria virgata
- Scleria vogelii
- Scleria woodii
- Scleria wrightiana
- Scleria xerophila
- Scleria zambesica